# تایمیرا
تایمیرا (روسی: Таймыра) یک رودخانه در سرزمین کراسنویارسک کشور روسیه است.